# Titoli e onorificenze della corona spagnola

Stemma del monarca spagnolo

## Titoli detenuti dal re di Spagna
I titoli e i predicati monarchici spagnoli sono classificati per grado di sovranità, nobiltà e onore:

### I regni
- Re di Spagna
- Re di Castiglia
- Re di León
- Re di Aragona
- Re del Regno delle Due Sicilie[2]
- Re di Gerusalemme[2]
- Re di Cipro[2]
- Re di Navarra
- Re di Granada
- Re di Maiorca
- Re di Toledo
- Re di Siviglia
- Re di Valencia
- Re di Galizia
- Re di Sardegna[2]
- Re di Cordova
- Re di Corsica[2]
- Re di Minorca
- Re di Murcia
- Re di Jaén
- Re di Algarve[2]
- Re di Algeciras
- Re di Gibilterra[3]
- Re di Canarie
- Re delle Indie orientali e occidentali e delle Isole e Terraferma dell'Oceano[2]

### Gli arciducati
- Arciduca d'Austria[2]

### Ducati
- Duca di Borgogna[2]
- Duca di Brabante[2]
- Duca di Milano[2]
- Duca di Atene[2]
- Duca di Neopatria[2]
- Duca di Limburgo[2]

### Contee
- Conte di Asburgo[2]
- Conte delle Fiandre[2]
- Conte del Tirolo[2]
- Conte di Rossiglione[2]
- Conte di Cerdagna
- Conte di Barcelona
- Conte di Girona
- Conte di Osona
- Conte di Besalú
- Conte di Covadonga

### Signorie
- Signore di Biscaglia
- Signore di Molina

### Altri titoli mantenuti
- Re d'Ungheria, di Dalmazia e di Croazia;
- Duca di Limburgo, di Lorena, di Lussemburgo, di Gheldria, di Stiria, di Carniola, di Carinzia e del Württemberg;
- Langravio di Alsazia
- Principe di Svevia;
- Conte palatino di Borgogna;
- Conte di Artois, di Hainaut, di Namur, di Gorizia, di Haut-Rhin e di Kyburg;
- Marchese di Oristano;
- Conte del Goceano;
- Margravio del Sacro Romano Impero e di Burgau;
- Signore di Salins-les-Bains, di Malines, della Marca vindica o Marca slovena, di Pordenone e di Tripoli.

### Grado militare
- Capitano generale (grado militare riservato al monarca regnante dal 1999) (comandante in capo) delle reali forze armate spagnole e il loro comandante supremo

### Ordini ereditari della Spagna

Collare di un cavaliere dell'ordine dell'Vello d'oro.

Le insegne dell'Ordine di Carlo III.

- Sovrano Gran Maestro  dell'Ordine del Toson d'oro
- Gran Maestro del Reale e Distinto Ordine di Carlo III
- Gran Maestro del Reale e Distinto Ordine di Isabella la Cattolica
- Gran Maestro del Reale e Distinto Ordine di San Ferdinando
- Gran Maestro del Reale e Distinto Ordine di Sant'Ermenegildo
- Gran Maestro del Reale e Distinto Ordine di Montesa
- Gran Maestro del Reale e Distinto Ordine militare di Alcántara
- Gran Maestro del Reale e Distinto Ordine militare di Calatrava
- Gran Maestro del Reale e Distinto Ordine di San Giacomo di Compostela
- Gran Maestro del Reale e Distinto Ordine della regina Maria Luisa

## Titoli degli eredi apparenti o eredi presunti

### Principati

Lo stemma della principessa delle Asturie

- Principe delle Asturie (attuale Principessa delle Asturie Leonor di Borbone)  - titolo spettante all'erede al Regno di Spagna e al pretendente alla Corona di Castiglia-León
- Principe di Girona (attuale Principessa delle Asturie Leonor di Borbone)  - titolo spettante all'erede della Corona d'Aragona
- Principe di Viana (attuale Principessa delle Asturie Leonor di Borbone)  - titolo spettante all'erede dell'Regno di Navarra

### Ducati, contee e signorie
- Duca di Montblanc (attuale Principessa delle Asturie Leonor di Borbone)  - titolo spettante all'erede al Principato di Catalogna
- Conte di Cervera (attuale Principessa delle Asturie Leonor di Borbone) - titolo spettante all'erede al Regno di Valencia
- Signore di Balaguer (attuale Principessa delle Asturie Leonor di Borbone) - titolo spettante all'erede al Regno di Maiorca

### Ordini dell'erede apparente
- Cavaliere dell'Ordine del Toson d'oro
- Cavaliere dell'Ordine di Carlo III
- Cavaliere dell'Ordine di Sant'Ermenegildo
- Comandante maggiore di Castiglia dell'Ordine di San Giacomo di Compostela
- Cavaliere dell'Ordine militare di Alcántara
- Cavaliere dell'Ordine militare di Calatrava
- Cavaliere dell'Ordine di Montesa

## Titoli reali

### Ducati
- Duca di Cadice
- Duca di Siviglia
- Duca di Segovia
- Duchessa di Badajoz
- Duchessa di Soria
- Duchessa di Lugo
- Duchessa di Palma de Mallorca

### Contee
- Conte di Chinchón
- Conte di Molina
- Conte di Montemolin
- Conte di Montizón
- Conte sovrano di Barcellona
- Conte di Covadonga

## Impero bizantino
- L'ultimo titolare imperatore romano d'Oriente, Andrea Paleologo, vendette il suo titolo imperiale a Ferdinando II d'Aragona e Isabella I di Castiglia prima della sua morte nel 1502.[4]